# Hélène Sverkersdotter
Hélène de Suède (vers 1190 – 1247) , (suédois : Helena Sverkerdotter) est une princesse suédoise et une abbesse, fille du roi Sverker II de Suède et mère de la reine Catherine de Suède. Elle fut également abbesse de l' abbaye de Vreta.

## Biographie
Hélène naît au Danemark, fille du roi Sverker II et de la reine Benedicta Ebbesdotter alors que son père est à cette époque en exil. En 1195 ou 1196, il est couronné roi de Suède mais en 1208, il est déposé après avoir été vaincu lors de la bataille de Lena et tué en 1210, en tentant de reconquérir son trône.
Hélène est la première des trois célèbres victimes d’enlèvement à l'abbaye de Vreta, les autres étant sa fille Bénédicte de Bjelbo et sa petite fille Ingrid Svantepolksdotter ! Hélène Sverkersdotter, seule fille du souverain déposé, est éduquée à l abbaye de Vreta à l'époque de la mort de son père. Sa parenté refuse la demande en mariage du jeune Sune Folkason (mort en 1247), le fils d Folke Birgersson le « Jarl des Svear et des Götar » (1208-1210) de la lignée des Folkungar qui avait pris le parti de la maison d'Erik les opposants à Sverker lors de la bataille de Gestilren et où ils avaient d'ailleurs péris tous deux.
Sune Folkesson, était issu de la famille de Folkungar qui avec le titre de Jarl des Suédois servait les deux familles royales rivales qui alternaient sur le trône de suède depuis 1130, et Hélène de l'une d'entre elles la maison de Sverker. Sune Folkason enlève alors Hélène et l’emmène selon la tradition folklorique au château de Ymseborg. Il l'épouse et elle lui donne deux filles, réunissant ainsi leurs deux lignées.
En 1216, le demi-frère d'Hélène devient roi sous le nom de Jean Sverkersson mais il meurt sans enfant dès 1222, Hélène et ses filles deviennent donc les uniques héritières de la maison de Sverker. Sa fille aînée, Catherine, épouse en 1243 le roi Éric XI de Suède, de la maison d'Erik qui finalement unira les deux dynasties royales. Hélène terminera ses jours comme abbesse de l' abbaye de Vreta.

## Sources
- (sv) Lars O. Lagerqvist, "Sverige och dess regenter under 1.000 år",("Sweden and its regents under a 1000 years")., Albert Bonniers Förlag AB, 1982 (ISBN 91-0-075007-7)
- (sv) Borænius, Magnus i Klostret i Vreta i Östergötland 1724 & 2003 s. 31
- (sv) Hans Gillingstam Helena